# 南港三重埔
南港三重埔（原名三重埔，又稱南港仔街）是臺北市的一個地名，位於今南港區東北部，範圍包括東新里東端興華公園鄰近地區、南港里西南角除外部分、三重里東南角除外部分、新富里、中南里西北角除外部分，以及新北市汐止區橫科里西北角一小塊地。
此地區有名為「三重埔埤」之埤塘，為南港三大埤之一，大部分已遭填平，位於今國家生技研究園區（南港202兵工廠）內。

## 歷史
台灣清治末期至日治前期，該地區為一街庄，稱為「三重埔庄」，隸屬於大加蚋堡。該庄北隔基隆河與芝蘭一堡里族庄、社後庄為鄰，東與橫科庄、南港舊庄為鄰，南邊為四份仔庄，西邊為新庄仔庄。
1901年（明治三十四年）11月11日，該庄隸屬於臺北廳錫口支廳，同年12月17日編為第七區。1905年4月19日，三重埔庄改為「南港三重埔庄」，以區別臺北廳下其他同名的庄。1906年（明治三十九年）1月1日，第七、八兩區合併為「南港區」。1920年（大正九年）10月1日，南港區及內湖區合併為「內湖庄」，隸屬於臺北州七星郡，而南港三重埔庄改為「南港三重埔」大字。
二戰後，內湖庄改制為內湖鄉，隸屬於臺北縣，大字亦改制為村。1946年7月，南港、內湖分治，南港三重埔地區改隸屬於「南港鎮」，村亦改制為里。1968年7月臺北市改制為院轄市，南港鎮併入成為南港區。1990年3月，臺北市各區重劃，該地區仍屬於南港區。

## 交通
台北捷運板南線、文湖線皆進入南港三重埔地區，設有南港站、南港軟體園區站、南港展覽館站，其中後者為兩條路線的終點暨交會站。鄰近居民可由等路線及相關路網快速前往大台北地區各地，或在臺北車站轉搭高鐵、台鐵或客運前往全台各地。
省道台5線（忠孝東路五段）穿越本地區中北部，為重要的平面聯外道路。

## 學校
- 南港高工
- 育成高中
- 誠正國中
- 南港國小

## 公園
- 中南公園

## 廟宇
- 南港興南宮
- 南港坤元宮
- 南港富南宮